# Дресслер, Вольфганг
Вольфганг Дресслер (нем. Wolfgang U. Dressler, род. 22 декабря 1939) — австрийский лингвист, профессор Венского университета. Автор работ в области фонологии, морфологии, лингвистики текста, психолингвистики, детской речи. Один из основных теоретиков т. н. теории естественности.

## Биография
Окончил Венский университет (1962). Работал в Риме, Париже, Австрийской академии наук и Институте языкознания Венского университета. В 1970—1971 в США, с 1971 — профессор общей и прикладной лингвистики в Вене. Выступает с курсами и преподаёт в других научных центрах. Президент Европейского лингвистического общества в 1980—1981 годах.

## Научные интересы
Начинал как индоевропеист. С 1969 исследователь дискурса (лингвистики текста) в рамках генеративизма, но вскоре стал критиком этого течения. Изучал бретонский язык с различных точек зрения, в том числе социолингвистической (как образец «смерти языка»). В 1970-е исследовал афазию. С этого времени Дресслер начинает разрабатывать свои теории, с точки зрения общих вопросов интересные и дискутировавшиеся многими авторами других направлений, но не привлекающие большого количества последователей вне германоязычных школ; сначала «социофонология», затем «теория естественности», созданная не им, но в наибольшей степени им развитая («естественная фонология», «естественная морфология» и т. п.; в этой области работают/работали также В. Майерталер, В. Вурцель и др.). С его точки зрения, на стадии детской речи язык проходит «самоорганизацию» и выстраивает «естественную» систему правил. Автор работ по семиотике.

## Работы
- Dressler, W.U., R. de Beaugrande. Einführung in die Textlinguistik. Tübingen, Niemeyer, 1981; (английский перевод) Introduction to Text Linguistics. London, Longman 1981
- Dressler, W.U. Morphonology. Ann Arbor, Karoma Press, 1985
- Dressler, W.U., W. Mayerthaler, O. Panagl, W.U. Wurzel. Leitmotifs in Natural Morphology. Amsterdam, Benjamins, 1988
- Dressler, W.U., Lavinia Merlini Barbaresi. Morphopragmatics. Berlin: Mouton de Gruyter 1994.